# Araneus idoneus
Araneus idoneus là một loài nhện trong họ Araneidae.
Loài này thuộc chi Araneus. Araneus idoneus được Eugen von Keyserling miêu tả năm 1887.